# Кривбасс-2
Футбольний клуб «Кривбасс-2» — украинский футбольный клуб из города Кривой Рог. Фарм-клуб криворожского клуба «Кривбасс».

## Сезоны
| Сезон   | Чемпионат       | Чемпионат | Чемпионат | Чемпионат | Чемпионат | Чемпионат | Чемпионат | Чемпионат | Кубок                | Кубок | Кубок | Кубок | Кубок | Кубок | Кубок | Примечание                                            |
| Сезон   | Лига            | Место     | И         | В         | Н         | П         | М         | О         | Этап                 | И     | В     | Н     | П     | М     | О     | Примечание                                            |
| ------- | --------------- | --------- | --------- | --------- | --------- | --------- | --------- | --------- | -------------------- | ----- | ----- | ----- | ----- | ----- | ----- | ----------------------------------------------------- |
| 1997/98 | —               | —         | —         | —         | —         | —         | —         | —         | Предварительный этап | 1     | 0     | 0     | 1     | 1−2   | 0     |                                                       |
| 1998/99 | Вторая Группа Б | 3 с 16    | 26        | 17        | 4         | 5         | 46−16     | 55        | —                    | —     | —     | —     | —     | —     | —     |                                                       |
| 1999/00 | Вторая Группа Б | 3 с 14    | 26        | 16        | 3         | 7         | 55−28     | 51        | —                    | —     | —     | —     | —     | —     | —     |                                                       |
| 2000/01 | Вторая Группа Б | 15 с 15   | 28        | 6         | 3         | 19        | 28−20     | 21        | —                    | —     | —     | —     | —     | —     | —     |                                                       |
| 2003/04 | Вторая Группа Б | 12 с 16   | 30        | 10        | 6         | 14        | 33−44     | 36        | —                    | —     | —     | —     | —     | —     | —     | Отказ от участия в чемпионате со следующего сезона    |
| 2005/06 | Вторая Группа Б | 5 с 15    | 28        | 11        | 6         | 11        | 45−43     | 39        | —                    | —     | —     | —     | —     | —     | —     | Снялся с соревнований до начала следующего чемпионата |
| Всего   | Вторая          | 5 сезонов | 138       | 60        | 22        | 56        | 207−151   | 142       | >1 сезон             | 1     | 0     | 0     | 1     | 1−2   | 0     |                                                       |

## Достижения
- Вторая лига Украины по футболу:
  -  Бронзовый призёр: 1999, 2000.